# Metro de Madrid

Esquema de la xarxa

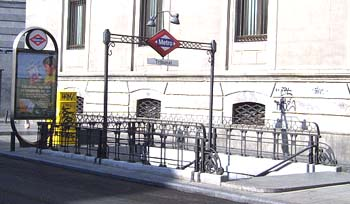
Típica boca de metro de Madrid, Tribunal

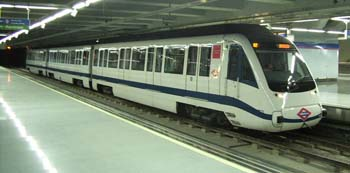
Comboi a l'estació de Colombia

El metro de Madrid és el sistema de metro que serveix la ciutat de Madrid. El gener de 2005, el metro de Madrid tenia 226,7 km de xarxa, cosa que fa que sigui la xarxa de metro més extensa de l'estat espanyol; i la novena en el món en aquest sentit, només superada per xarxes de metro de ciutats tan importants com Nova York, París, Londres o Moscou. Té un total de 190 estacions, cosa que situa la xarxa com la vuitena en el món en nombre d'estacions. Actualment, la xarxa també serveix poblacions de la rodalia de Madrid: Rivas-Vaciamadrid, Arganda del Rey, Leganés, Getafe, Fuenlabrada, Alcorcón, San Sebastián de los Reyes, Alcobendas, Pozuelo de Alarcón, Boadilla del Monte i Móstoles. Durant l'any 2024, la xarxa de metro de Madrid fou usada per més de 662 milions de passatgers.
La xarxa compta amb 12 línies de longitud diversa més un petit ramal que serveix per a comunicar les actuals estacions de Príncipe Pío i Ópera. Aquest ramal va ser inaugurat el 1920, just un any després de posar-se en servei el primer tram del metro de Madrid el 1919.

## Història
La història del metro de Madrid es remunta a la segona dècada del segle xx, quan l'enginyer de camins Carlos Mendoza estimà quanta gent agafaria un possible ferrocarril metropolità subterrani des de la Puerta del Sol. La ciutat, que aleshores voltava els 600 000 habitants, comptava ja amb tramvies elèctrics però el trànsit començava ja a ser abundant. El projecte fou desenvolupat per Carlos Mendoza, Miguel Otamendi i Antonio González.
El rei Alfons XIII donà nom a la Companyia Metropolitana de Madrid, creada el 1917. Les obres començaren el 17 de juliol d'aquell mateix any amb la construcció del túnel Sol – Cuatro Caminos, principalment amb el mètode belga. El túnel fou inaugurat pel rei el 17 d'octubre de 1919 i obert definitivament al públic el 31 del mateix mes, amb un gran èxit: es calcula que l'agafaren més de 56 000 persones aquell mateix dia. Durant el primer any de funcionament, es van fer més de 14 milions de viatges. Aleshores la xarxa tenia 3,6 km.
El 26 de desembre de 1921 entrà en servei un segon tram de l'actual línia 1 (Sol – Atocha), túnel excavat també amb el mètode belga. En l'any 1924 s'inaugurà el primer tram de la futura línia 2 (de Sol a Ventas), també havent-se excavat principalment amb el mètode belga.
Al final de 1926, la xarxa ja comptava amb 14,6 km. Les següents extensions de les línies 1 i 2 i la inauguració d'un tram de l'actual línia 4, comportaren que a l'inici de la Guerra civil ja hi havia 26,93 km de metro en funcionament i 51 estacions. Durant la guerra civil, també es posà en funcionament el tram Sol – Embajadores de l'actual línia 3; i més tard (1941) la línia arribaria fins a Argüelles. El ritme de creixement, però, va alentir-se després de la guerra; i fins al 1955 van posar-se en servei 7,5 km (com a extensions de les quatre línies ja existents).
El 22 de setembre de 1955 entra en vigor un decret pel qual l'Estat s'encarrega del finançament de la infraestructura de noves línies mentre que l'empresa només s'encarrega dels equipaments, el material mòbil i l'explotació. Com a resultat, entre 1955 i 1967, la xarxa de metro creix 18,8 km. Durant aquesta època, són inaugurats trams de l'actual línia 5 —el primer el 6 de febrer de 1961— i de l'actual línia 10. Moltes de les estacions més antigues són remodelades per permetre el pas de formacions més llargues.
El Pla d'ampliació de 1967 proposava la construcció de 55 km en el període 1968-1980, amb l'objectiu de no deixar cap madrileny a més de 400 metres d'una estació de metro. S'inauguren trams de les línies 7 i 6.
El 1978 s'engega un procés per a convertir la Compañía Metropolitana en un ens públic, procés que culminaria el 1986 amb el nomenament d'un Consell d'Administració per al Consejo General de Transportes de Madrid per part de l'Ajuntament i la Comunitat Autònoma. Amb les inauguracions entre 1979 i 1983, la xarxa de metro arriba als 100 km. Les ampliacions van succeint-se, s'inaugura la línia 9 i el 1994 es tanca definitivament la línia circular (la 6). Després d'un creixement més o menys discret durant els primers 76 anys de funcionament del metro de Madrid, a partir de l'any 1995 es començà a dur a terme un important pla d'ampliació de la xarxa. Aquesta ampliació suposaria quasi doblar-ne el quilometratge en un període de 8 anys (fins al 2003). El programa d'extensió de la xarxa es va dividir en dues fases: una primera, que començava el 1995 i finalitzava el 1999; i una de segona, que es duia a terme en el període 1999-2003.
Entre 1981 i 1982 es canvia la totalitat de la senyalització al viatger del metro de Madrid, es crea el primer pla esquemàtic i es redissenya la imatge del rombe, més d'acord amb la nova senyalització. A diferència d'altres senyalitzacions de metros que han evolucionat en el temps, el dissenyador Arcadi Moradell Bosch crea una senyalització totalment diferent a l'anterior amb gran èxit segons els estudis del mateix metro: dissenya el primer pla esquemàtic a 45° i 90° del metro i modifica el rombe / logotip amb canvis de color i tipografia similars a la nova senyalització. L'any 2009 Metro de Madrid encarrega al mateix dissenyador, Arcadi Moradell, l'actualització de la Normativa de Senyalització al Viatger de la Xarxa de Metro de Madrid.
Durant la primera fase d'ampliació del metro de Madrid (1995-1999), es van fer realitat els següents projectes:
- La prolongació de la línia 1 fins a Vallecas Villa, que suposava la construcció de 2,67 km de nou túnel i 4 noves estacions.
- La prolongació de la línia 4 fins a Hortaleza i el Parque de Santa María, que representava la construcció de 4 noves estacions i uns 4,35 km de nou túnel.
- Una important prolongació de la línia 7 des de Gregorio Marañón fins a Pitis, amb la construcció de 9,73 km de nova línia. D'aquesta manera, la línia passava a tenir unes 12 estacions més.
- La construcció de la nova línia 8 entre Mar de Cristal i Barajas. D'aquesta manera, s'enllaçava la xarxa de metro amb l'aeroport.
- La prolongació de la línia 9 fins a Vicálvaro, que representava la construcció de 4,6 km de línia nova. La línia 9 guanyava 4 estacions més.
- La prolongació de la línia 10 des de Plaza España fins a Lago.
- La construcció de la línia 11, que suposava que la xarxa de metro de Madrid arribés fins al barri de Carabanchel. Aquesta línia tenia 3 estacions i uns 2,6 km de longitud.

L'ampliació del període 1999-2003 va consistir en la construcció de 55 km de nous túnels i 34 estacions repartides en tres projectes principals:
- Metrosur, línia 12 (anell circular al Sud de Madrid que serveix a més d'un milió d'habitants dels municipis d'Alcorcón, Móstoles, Fuenlabrada, Getafe i Leganés).
- L'ampliació de la línia 8 cap al centre neuràlgic de Madrid (de Mar de Cristal a Nuevos Ministerios).
- L'ampliació de la línia 10 fins a la connexió amb Metrosur (des de Casa de Campo fins a Puerta del Sur).

## Xarxa actual
| Línia                             | Terminals                               | Longitud   | Estacions | Gàlib     | Andana |
| --------------------------------- | --------------------------------------- | ---------- | --------- | --------- | ------ |
|                                   | Pinar de Chamartín – Valdecarros        | 23,876 km  | 33        | estret    | 90 m   |
|                                   | La Elipa – Cuatro Caminos               | 9,531 km   | 16        | estret    | 60 m   |
|                                   | Villaverde Alto – Moncloa               | 16,424 km  | 18        | estret    | 90 m   |
|                                   | Argüelles – Pinar de Chamartín          | 16 km      | 23        | estret    | 60 m   |
|                                   | Alameda de Osuna – Casa de Campo        | 23,217 km  | 32        | estret    | 90 m   |
|                                   | Circular                                | 23,472 km  | 28        | ample     | 115 m  |
|                                   | Hospital del Henares – Pitis            | 32,919 km  | 30        | ample     | 115 m  |
|                                   | Nuevos Ministerios – Aeropuerto T4      | 16,467 km  | 8         | ample     | 115 m  |
|                                   | Herrera Oria – Arganda del Rey          | 38 km      | 27        | ample     | 115 m  |
|                                   | Hospital Infanta Sofía – Puerta del Sur | 36,514 km  | 31        | ample     | 115 m  |
|                                   | Plaza Elíptica – La Fortuna             | 5,308 km   | 7         | ample     | 115 m  |
|                                   | MetroSur                                | 40,96 km   | 28        | ample     | 115 m  |
|                                   | Ópera – Príncipe Pío                    | 1,092 km   | 2         | estret    | 60 m   |
| TOTAL (línies de Metro)           | TOTAL (línies de Metro)                 | 281,780 km | 281       | —         | —      |
|                                   | Pinar de Chamartín – Las Tablas         | 5,395 km   | 9         | (tramvia) | 45 m   |
|                                   | Colonia Jardín – Estación de Aravaca    | 8,680 km   | 13        | (tramvia) | 45 m   |
|                                   | Colonia Jardín – Puerta de Boadilla     | 13,699 km  | 16        | (tramvia) | 45 m   |
| TOTAL (línies de metro Lleuger)   | TOTAL (línies de metro Lleuger)         | 27,774 km  | 38        | —         | —      |
| TOTAL Metro + Tramvia (16 líneas) | TOTAL Metro + Tramvia (16 líneas)       | 309,554 km | 319       | —         | —      |

## Tarifes
Des del 8 d'agost del 2011 el preu d'un bitllet senzill de metro és d'1,50 euros, mentre que el preu del bitllet de 10 viatges és de 9,30 euros.